# Spaanse Staat
De Spaanse Staat (Spaans: El Estado Español), ook bekend als "het Spanje van Franco", was de formele naam van Spanje van 1939 tot 1978.
De Spaanse Staat was een dictatuur onder leiding van Francisco Franco (1892-1975) die in 1939, na de Spaanse Burgeroorlog, de macht in Spanje had gegrepen. De benaming Spaanse Staat werd gekozen omdat Spaanse Republiek te veel associaties had met de voorgaande Tweede Spaanse Republiek.
Franco herstelde in 1947 formeel de monarchie, echter zonder een koning aan te wijzen. In 1968 koos hij Juan Carlos als opvolger, de zoon van troonpretendent Juan de Borbón, een keuze die bij de carlisten en falangisten zwaar viel. Juan Carlos nam de functie als staatshoofd waar tijdens periodes dat Franco ziek was (19 juli tot 2 september 1974 en 30 oktober tot 20 november 1975). Na Franco's dood werd Juan Carlos op 22 november 1975 tot koning uitgeroepen. Deze maakte een begin met het invoeren van een democratische staatsstructuur in een periode die bekendstaat als de transición (1975-1978). 
Op 29 december 1978 trad er formeel een nieuwe, democratische grondwet in werking. Vanaf toen was Spanje een constitutionele monarchie.
De naam "Spaanse Staat" is nu nog steeds populair bij separatistische volksbewegingen in Catalonië, Baskenland en Galicië, die Spanje niet erkennen als een natie en hun onafhankelijkheid liefst zo veel mogelijk bewaren.

## Repressie
De Spaanse Staat was de facto een militaire dictatuur, waarin de fascistische falangistische partij de enige toegestane partij was. Tegenstanders van het regime werden onderdrukt en gemarteld door onder andere de Brigada Político-Social, de geheime politieke politie die deel uitmaakte van de Dirección General de Seguridad. 